# Jé
Jéferson Luis Correa Carpes, mais conhecido como Jé (Porto Alegre, 5 de novembro de 1983) é um jogador de futebol de salão brasileiro. Atualmente joga no Vasco da Gama, sendo também jogador da Seleção Brasileira de Futsal.

## Títulos
Clubes
- Campeonato Brasileiro de Futsal: 2024
- Liga Nacional de Futsal: 2009, 2011, 2012, 2013 e 2017
- Copa do Brasil de Futsal: 2022
- Copa del Rey de Futsal: 2015-16
- 1 Copa Gramado